# B-skola
En B-skola eller B2-skola är på folkskolenivå/grundskolenivå en skola, där barn från olika årskurser har lektioner tillsammans. Systemet har i Sverige förekommit på vissa håll på landsbygden, där antalet elever varit mindre. Systemet är också vanligt i skolor som tillämpar Montessoripedagogiken, eftersom den bygger på att elever ofta skall kunna lära av varandra och att äldre elever alltså skall kunna hjälpa till att undervisa yngre elever.

### Fotnoter
1. ↑  Ceeilia Christner Riad (1 april 2009). ”Åldersblandade klasser sämre än vanliga”. Forskning & framsteg. Arkiverad från originalet den 21 juli 2015. https://web.archive.org/web/20150721175709/http://fof.se/tidning/2009/3/aldersblandade-klasser-samre-vanliga. Läst 15 juni 2015.